# Brauerei Wittmann
Brauerei C. Wittmann OHG is een onafhankelijke brouwerij uit het Beierse Landshut, die vooral speciaalbieren op de markt brengt. 
De brouwerij is een samensmelting van de vroegere brouwerij Zum Dräxlmaier Franz Wittmann met brouwerij Zum Heiß. Naar eigen zeggen heeft de brouwerij een traditie van 400 jaar; in elk geval is de brouwerij in haar huidige vorm in 1838 gesticht en nam in 1873 de naam Wittmann aan. Het hoofdkwartier van de brouwerij bevindt zich in het classicistische Etzdorf-Palais. Alle bieren worden naar het oude Beierse Reinheitsgebot gebrouwen.

## Wittmann-bieren
- Wittmann Urhell
- Hefe-Weiße
- Schwarz-Weiße
- Leichte Weiße
- LA Lager
- LA Lime
- Premium Extra Pils
- Wittmann Urhell Alkoholfrei
- Hefe-Weiße Alkoholfrei
- 2,9 Medium
- Radler
- Winterbier
- Ergolator
- Dultbier
- Carl Wittmann Dunkel